# Ryde or Die Vol. 3: In the "R" We Trust
Albums de Artistes divers
Ryde or Die Vol. 2
(2000) Ruff Ryders Volume 4: The Redemption
(2005)
Ryde or Die Vol. 3: In the "R" We Trust est une compilation du label new yorkais Ruff Ryders, sortie le 18 décembre 2001.
L'album s'est classé 9e au Top R&B/Hip-Hop Albums et 34e au Billboard 200.

## Liste des titres
| No  | Titre                      | Interprète(s)                            | Durée |
| --- | -------------------------- | ---------------------------------------- | ----- |
| 1.  | Intro                      | Swizz Beatz                              | 1:47  |
| 2.  | Dirrty                     | Petey Pablo et Drag-On                   | 4:42  |
| 3.  | They Ain't Ready           | Jadakiss, Timbaland et Bubba Sparxxx     | 4:21  |
| 4.  | U, Me & She                | Eve                                      | 3:53  |
| 5.  | Cali Love (Skit)           |                                          | 1:54  |
| 6.  | Eastside Ryders            | Tha Eastsidaz et Styles P                | 4:11  |
| 7.  | Rock Bottom                | Fiend, McAfee et David Banner            | 3:32  |
| 8.  | We Don't Give a Fuck       | Drag-On et Fiend                         | 4:16  |
| 9.  | Some South Shit            | Ludacris, Icepick Jay, Fiend et Yung Wun | 3:28  |
| 10. | Street Team                | Cross, Infa-Red et Drag-On               | 4:23  |
| 11. | Put It in your Hole (Skit) |                                          | 2:14  |
| 12. | Shoot 'em in tha Head      | Styles P                                 | 3:42  |
| 13. | Keep Hustlin'              | Styles P, Sheek Louch et Jadakiss        | 3:54  |
| 14. | Gonna Be Sumthin'          | Infa Red, Aja Smith et Cross             | 4:06  |
| 15. | Friend of Mine             | DMX                                      | 4:39  |

| 16. | Can't Let Go                   | Parlé                                               | 3:35 |
| 17. | Ruff Ryders All-Star Freestyle | J-Hood, Shizlansky, Keem, Lock, Rockstar et Cassidy | 6:47 |